# Tigridia minuta
Tigridia minuta är en irisväxtart som beskrevs av Pierfelice Ravenna. Tigridia minuta ingår i släktet Tigridia och familjen irisväxter. Inga underarter finns listade i Catalogue of Life.